# 諫見泰彦
諫見 泰彦（いさみ やすひこ、1965年 - ）は、九州産業大学 建築都市工学部住居・インテリア学科 准教授（地域貢献実践学）。文化庁 文化芸術による子ども育成総合事業 派遣芸術家（メディア芸術）。

## 来歴
長崎県諫早市出身。1984年、長崎県立諫早高等学校、1988年、福岡大学工学部建築学科を卒業し、九州芸術工科大学（現 九州大学）大学院芸術工学研究科に進学。1990年、修士課程修了（芸術工学修士）。長崎県立長崎工業高等学校建築科教諭（1990年 – 1997年）、学校法人麻生塾麻生工科専門学校建築学科教務（1997年 – 2001年）、福岡市立博多工業高等学校建築科教諭（2001年 – 2006年）としての教育実践の傍ら、長崎大学工学部社会開発工学科内地留学研修員、国立教育政策研究所教育情報・資料センター共同研究員、近畿大学九州工学部産業デザイン学科／同建築学科兼職教員として研究活動を行った。
これらを経て、2006年、九州産業大学工学部建築学科専任講師に着任。2010年、同住居・インテリア設計学科准教授、同建築学科兼担教員となった。現在、住居・インテリア史、都市デザイン、CAD実習、CG実習、ワークショップなどの講義を担当する。また2008年から同教職課程兼担教員として、教科指導法研究（工業）の講義を担当し、多くの高等学校工業科教員を育成した。この間、九州大学大学院芸術工学府博士後期課程に学び単位取得。他に、近畿大学産業理工学部建築・デザイン学科兼職教員、小田原短期大学通信教育課程保育学科延岡スクール兼職教員、九州造形短期大学造形芸術学科兼務教員、九州産業大学人間科学部子ども教育学科兼担教員、日本デザイン学会評議員、日本産業技術教育学会木育推進検討委員会委員、日本建築学会子ども教育支援建築会議議員などを歴任している。

## 研究業績
研究課題である、市民参画型のまちづくり実践研究、ものづくり教育用の教材開発研究に業績があり、1992年および1993年、毎日郷土提言賞、1995年、長崎県教育論文最優秀賞、1995年、松下視聴覚教育研究賞、2002年、読売教育賞（生活科・総合学習部門）、2003年、時事通信社賞、2003年、ヴォランタリーアーキテクツネットワークコンペティション北山 恒賞・村上處直賞・野田俊太郎賞、2004年、日本産業技術教育学会九州支部教育研究奨励賞、日本科学未来館館長賞（毛利衛賞）、2005年、読売教育賞（地域社会教育活動部門）、2005年、松下教育研究財団賞、2006年、九州大学大学院芸術工学府表彰、2007年、国土交通大臣賞（共同）、2014年、日本学術振興会科学研究費研究成果社会還元・普及事業推進賞などを受賞した。また2014年、国立青少年教育振興機構子どもゆめ基金体験活動事業に採択された「小さな家を１／１で建てる。」の研究活動・教育実践を本格化させ、中学校技術・家庭科（技術分野）の単元「材料と加工に関する技術を利用した製作品の設計・製作」における、教材としての「家」の可能性を提案する取り組みを推進している。
これまでとりわけ測量技術と小学校算数の比例、中学校数学の相似の学習内容を結びつけたワークショップ、デモンストレーション、インスタレーションなど、科学技術振興機構地域科学技術理解増進活動推進事業 ほかの支援を受けたユニークな教材開発と教育実践で注目され、2011年、福岡市教育委員会小学校算数科研究指定課題などに採用された。また2009年、測量ワークショップ「ナスカの地上絵の再現」により小柴昌俊科学教育賞優秀賞（同賞の最高賞）を、2014年、測量ワークショップ「伊能忠敬のようなこと」により日本建築家協会ゴールデンキューブ賞（学校部門特別賞）を受賞した。これらに関連して『教科書にのせたい!』（TBSテレビ・2011年6月14日放送）などのテレビ番組でも紹介された。